# Tift Merritt
Catherine Tift Merritt (8 de enero de 1975) es una cantautora estadounidense. Ha sido comparada con artistas como Joni Mitchell y Emmylou Harris.
Merritt nació en la ciudad de Houston pero su familia se mudó pronto a Raleigh, Carolina del Norte. Su padre le enseñó la ejecución de la guitarra y el piano a una temprana edad, basado en canciones de Percy Sledge y Bob Dylan. Dada la fuerte influencia de su padre en su vida, decidió abrirse camino en la industria de la música, interpretando una gran variedad de géneros como el Folk, el Rock y la música Country.
Merritt ha lanzado seis álbumes de estudio hasta la fecha: dos para Lost Highway Records, dos para Fantasy Records y dos para Yep Roc Records, además de uno compartido con la pianista Simone Dinnerstein en el sello Sony Classical. Ha publicado cuatro álbumes en vivo: Home Is Loud lanzado en 2005, Buckingham Solo del 2009, Love Soldiers On: Concert At The Historic Playmakers Theatre y Live at Yep Roc 15, ambos de 2020.

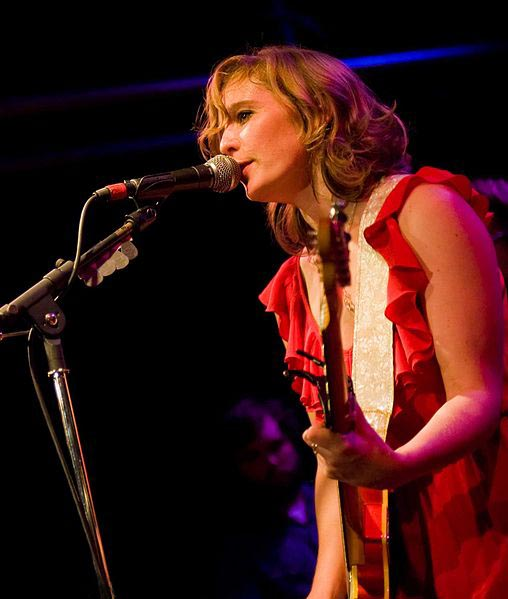
Merritt en Seattle, 2010

## Discografía

### Estudio
| Título                                 | Detalles                                | Posición en las listas | Posición en las listas | Posición en las listas | Posición en las listas | Posición en las listas |
| Título                                 | Detalles                                | EEUU Country           | EEUU Billboard 200     | EEUU Heat              | EEUU Indie             | EEUU Folk              |
| -------------------------------------- | --------------------------------------- | ---------------------- | ---------------------- | ---------------------- | ---------------------- | ---------------------- |
| Bramble Rose                           | - Junio de 2002 - Lost Highway Records  | 47                     | —                      | —                      | —                      | —                      |
| Tambourine                             | - Agosto de 2004 - Lost Highway Records | —                      | —                      | 21                     | —                      | —                      |
| Another Country                        | - Febrero de 2008 - Fantasy Records     | —                      | 156                    | 1                      | —                      | —                      |
| See You on the Moon                    | - Junio de 2010 - Fantasy Records       | —                      | —                      | 6                      | —                      | 7                      |
| Traveling Alone                        | - Septiembre de 2012 - Yep Roc          | —                      | —                      | 10                     | 46                     | 12                     |
| Night (con Simone Dinnerstein)         | - Marzo de 2013 - Sony Classical        | —                      | —                      | 31                     | —                      | —                      |
| Stitch of the World                    | - Enero de 2017 - Yep Roc               | —                      | —                      | 3                      | 22                     | —                      |
| "—" no ingresó en las listas de éxitos |                                         |                        |                        |                        |                        |                        |

### En vivo
| Título             | Detalles                  |
| ------------------ | ------------------------- |
| Home Is Loud       | - 2005 - RCAM             |
| Buckingham Solo    | - 2009 - Vella Recordings |
| Love Soldiers On   | - 2020 - Yep Roc          |
| Live at Yep Roc 15 | - 2020 - Yep Roc          |